# Bengt Bixo
Bengt Bixo, född 28 november 1879 i Mörsils församling, Jämtlands län, död 17 juli 1962 i Mörsils församling, Jämtlands län, var en svensk folkmusiker och riksspelman.  

## Utmärkelse
- 1954 – Zornmärket i guld med kommentaren "För intresserat och värdefullt arbete till kännedom om jämtländsk folkmusik".[4]